# Didier Burkhalter
Didier Burkhalter (Auvernier, 17 de abril de 1960) é um político suiço, filiado ao Partido Liberal Radical da Suíça.

## Vida pessoal
Estudou na Universidade de Neuchâtel.

## Presidência
Ocupou o cargo de Presidente da Confederação Suíça de 1 de janeiro de 2014 à 31 de dezembro do mesmo ano.